# Мокрые Велички
Мокрые Велички (укр. Мокрі Велички) — село в Репкинском районе Черниговской области Украины. Население 218 человек. Занимает площадь 0,38 км².
Код КОАТУУ: 7424489203. Почтовый индекс: 15054. Телефонный код: +380 4641.

## Власть
Орган местного самоуправления — Тарасо-Шевченковский сельский совет. Почтовый адрес: 15054, Черниговская обл., Репкинский р-н, с. Тараса Шевченко, ул. Шевченко, 2а.